# 福井ミリオンドリームズ
福井ミリオンドリームズ（ふくいミリオンドリームズ）は、福井県今立郡池田町に本拠地を置き、日本野球連盟に加盟する社会人野球のクラブチームである。
独立リーグの日本海オセアンリーグに加盟している福井ネクサスエレファンツ（ベースボール・チャレンジ・リーグ加盟時代は福井ミラクルエレファンツ→福井ワイルドラプターズ）および石川ミリオンスターズとの関連はない。

## 概要
福井県は社会人野球とは縁が薄い地区であり、都市対抗野球に福井県勢で出場したチームはなく、県内に日本野球連盟に加盟しているチームはなかった。
2006年8月15日に茨城ゴールデンゴールズが行なっている全国有料試合巡業「ゴールデンツアー」が福井で開かれることになり、福井県内での硬式野球経験者を募り、暫定的なチームとして『福井ミリオンドリームズ』が誕生し、試合を行なった（試合は12-6で茨城ゴールデンゴールズの勝利）。その後、「1試合のみではもったいない。福井県でも硬式野球のクラブチームを作ろう」という機運が高まり、この時のチームを基に新たな選手を加入させ、福井県初の社会人野球チームが誕生し、同年10月5日付けで日本野球連盟に新規登録された。監督は阪神で活躍した川藤幸三の実兄・川藤龍之輔が、コーチには乗替寿好が就任した。本格的な活動は2007年シーズンからとなる。
結成3年目の2008年に全日本クラブ野球選手権大会に初出場を果たし、2010年にはベスト4の成績を収めている。
その後もJR東海を退団して転籍してきた選手を中心に戦力補強を続けた結果、2013年にはJABA富山大会でセガサミーを相手に互角の戦いをするなど、企業チームをも脅かす存在になりつつある。
2022年、部員不足などを理由に休部することが発表された。

## 沿革
- 2006年
  - 7月 - 茨城ゴールデンゴールズとの対戦相手として暫定的なチームとして『福井ミリオンドリームズ』を結成
  - 8月 - 茨城ゴールデンゴールズとの対戦
  - 10月 - 正式にクラブチームとして日本野球連盟に加盟
- 2008年 - 全日本クラブ野球選手権大会に初出場（初戦敗退）
- 2022年 - 休部

## 元プロ野球選手の競技者登録
- 川藤龍之輔 - 監督（元：ロッテオリオンズ、読売ジャイアンツ、太平洋クラブライオンズ）→退団後、部長に就任
- 乗替寿好 - コーチ（元：太平洋クラブライオンズ、広島東洋カープ）→退団
- 福沢卓宏 - 投手（元：中日ドラゴンズ）→退団